# Poelaertstichting

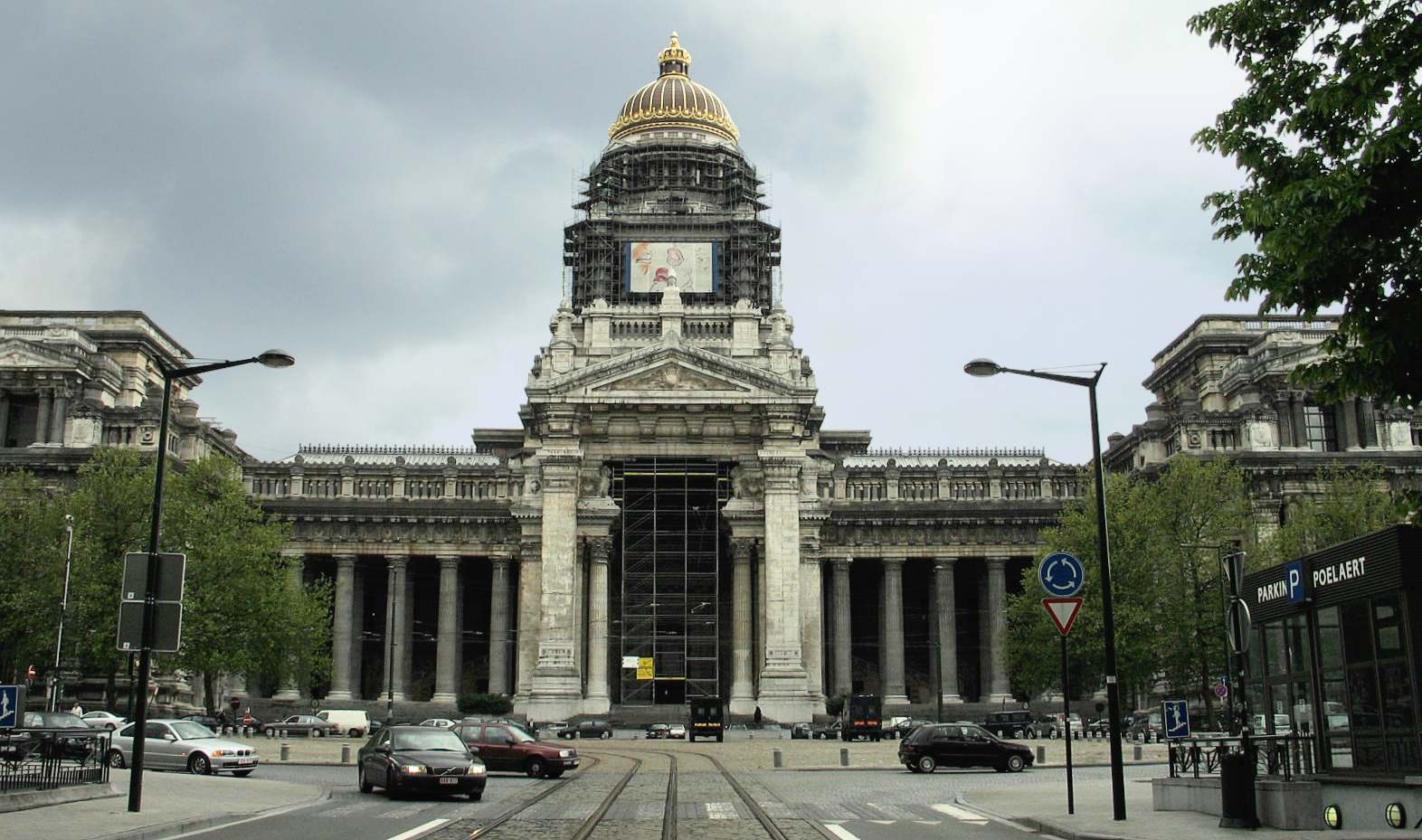
Het Justitiepaleis op het Poelaertplein

De Poelaertstichting is een Belgische stichting van openbaar nut, opgericht door de balie van Brussel, met als doel de vrijwaring van het Justitiepaleis van Brussel als symbool en zetel van de rechterlijke macht en als belangrijk erfgoed.

## Geschiedenis
Het Brusselse Justitiepaleis (op 3 mei 2001 beschermd als monument en in 2008 voorgesteld om opgenomen te worden op de lijst van het Werelderfgoed) was vanaf het begin van de twintigste eeuw het voorwerp van klachten over de beschikbaarheid van lokalen voor de Brusselse hoven en rechtbanken. Het Justitiepaleis was gebouwd op basis van een programma dat in 1860-1862 was uitgewerkt en voorzag in lokalen ten behoeve van tweeëntwintig rechtbanken van eerste aanleg, elf beroepskamers en een Hof van Cassatie. In latere decennia werden talrijke zittingszalen bijgebouwd, die het paleis verminkten en de grandioze harmonie verstoorden.
Om het probleem aan te pakken was er al in 1945 door de regering een studiecommissie opgericht om de anarchistische evolutie binnen het gebouw te ordenen. Paul Saintenoy, lid van deze commissie, schreef dat de overheid aan het gebouw zijn oorspronkelijke luister moest teruggeven door de parasietconstructies binnen het paleis te slopen. De regering moest elders bijkomende lokalen zien te vinden.
Zestig jaar later heeft de opgerichte stichting, die de naam draagt van de architect van het gebouw, Joseph Poelaert, tot doel de oorspronkelijke bestemming van het Brusselse Justitiepaleis te doen eerbiedigen. De fundamentele visie hierbij is dat het gerecht en alle gerechtelijke diensten in onderlinge coördinatie moeten worden samengebracht op één plaats in Brussel, meer bepaald in het Justitiepaleis en de gebouwen rond het Poelaertplein.
De actie werd dringend toen in 2010 minister van Justitie Stefaan De Clerck een ideeënwedstrijd organiseerde om aan het paleis een nieuwe bestemming te geven en toen bleek dat staatssecretaris Verherstraeten, bevoegd voor de rijksgebouwen, ongeveer 45.000 m² in het Justitiepaleis wilde aanwenden voor commerciële, culturele of recreatieve doeleinden
De Poelaertstichting wil dat het Justitiepaleis wordt gerenoveerd en gemoderniseerd met de gerechtsactiviteiten als enige bestemming. Ze wil daarnaast dat alle gerechtelijke diensten die elders in de hoofdstad zijn gevestigd, samen worden gebracht rondom het Justitiepaleis, in een zogenaamde Poelaert Campus.
De Stichting werd opgericht op 26 september 2011 door de Nederlandse Orde en de Franse Orde van advocaten die samen de balie van Brussel vormen. De raad van bestuur bestaat uit vertegenwoordigers van deze balies, uit magistraten en uit Brusselse personaliteiten.
De eerste raad bestond uit advocaat Jean-Pierre De Bandt, stafhouder Jean-Pierre Buyle, oud-minister Jos Chabert, graaf Michel Didisheim, directrice van de Boghassianstichting Diane Hennebert, ere-procureur-generaal baron Ernest Krings, raadsheer in het Hof van Cassatie Christine Matray, baron François Schuiten, stafhouder Dirk Van Gerven en oud-minister Hugo Weckx.
Dat de gevoerde strijd nog niet gestreden was, bleek toen begin februari 2013 in de ministerraad het door Verherstraten voorgestelde 'masterplan' werd goedgekeurd. Hierin werd een begin gemaakt van een 'Poelaertcampus', door de correctionele rechtbanken (met de eraan verbonden veiligheidsmaatregelen) in gebouwen rond het Poelaertplein onder te brengen. Dit plan stelde echter ook voorop dat de lager gelegen delen van het paleis een socioculturele en economische bestemming zouden krijgen, zoals giftshops, souvenirwinkels, boekhandels, luxeboetieks en horecagelegenheden. De koepeltoren zou worden opengesteld voor het publiek en een toeristische attractie worden. De Poelaertstichting verwerpt dit plan en dringt aan op een maximaal voorbehouden van het Justitiepaleis voor gerechtsactiviteiten.
In januari 2016 waren em. procureur-generaal Ernest Krings en graaf Michel Didisheim ontslagnemend. Ze werden opgevolgd door Paul Dujardin, directeur van Bozar, en Christine Roger, directeur van Home Affairs in het Algemeen Secretariaat van de Raad van de Europese Unie.

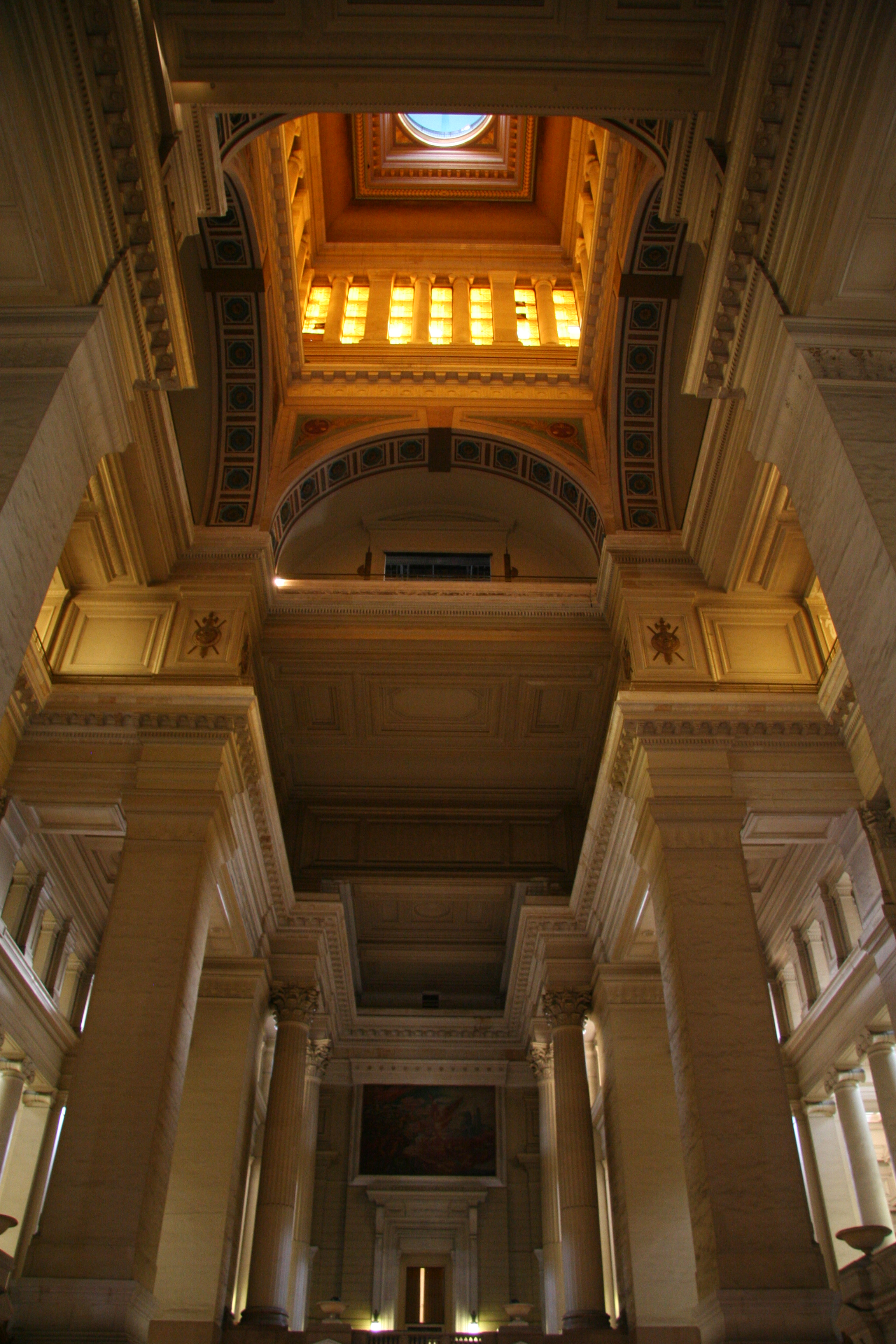
De grootse allure van het Justitiepaleis.

## Initiatieven
De Poelaertstichting werkte in 2012 de beleidsprincipes uit die aan de basis moeten liggen van een masterplan voor de Campus Poelaert. Ze werden opgesteld door architect Jos Vandenbreeden (Sint-Lucasarchief), samen met advocaat Jean-Pierre De Bandt en architect Francis Metzger. De tekst werd overhandigd aan minister van Justitie Annemie Turtelboom en aan staatssecretaris Servais Verherstraeten.
In 2013 werd een geïntegreerde beheerstructuur voorgesteld, waarbij het beheer voor alle gerechtsgebouwen rond het Poelaertplein wordt toevertrouwd aan een publieke vennootschap, met een professionele beheerraad.
Deze publieke vennootschap kan dan met een privépartner een plan voor de renovatie van het Justitiepaleis uitwerken in overeenstemming met de beleidsprincipes die door de stichting zijn vooropgesteld. Dit voorstel werd aan de regering overhandigd. Het masterplan van februari 2013 houdt slechts gedeeltelijk rekening met de voorstellen van de Poelaertstichting, die derhalve heeft beslist de discussie met de overheid verder door te zetten.

## Bekendheid
De zichtbaarheid van de Stichting wordt ondersteund door mededelingen via de websites van de Nederlandse Orde en de Franse Orde van advocaten bij de balie van Brussel en via persberichten, alsook door het mee organiseren van bijeenkomsten en publicaties.
Zo was de stichting medeorganisator van het symposium Genius, Grandeur & Gêne. Het Fin de Siècle rond het Justitiepaleis te Brussel en de controversiële figuur van Edmond Picard in oktober 2013.